# Traktat brzeski
Tego traktatu nie należy mylić z wcześniejszym traktatem brzeskim z 9 lutego pomiędzy Państwami Centralnymi a Ukraińską Republiką Ludową.

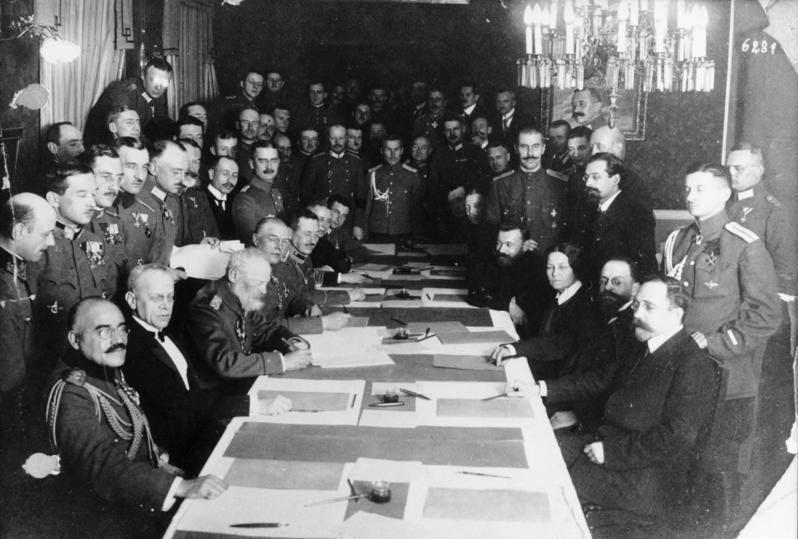
Podpisanie zawieszenia broni 15 XII 1917. Po stronie państw centralnych podpisuje książę Leopold Bawarski, dalej gen. Max Hoffmann, po stronie sowieckiej od prawej Lew Kamieniew, Adolf Joffe (przewodniczący delegacji), Anastasija Bicenko, Michaił N. Pokrowski; stoi Lew Karachan (sekretarz delegacji)

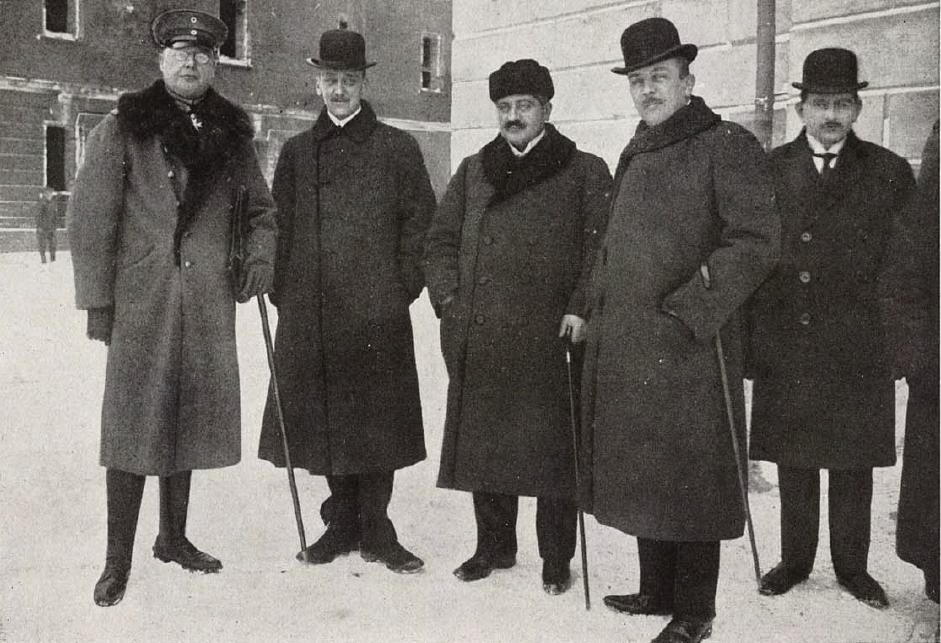
Gen. Max Hoffmann, Ottokar Czernin, Talaat Pasza i Richard von Kühlmann podczas rokowań pokojowych w Brześciu

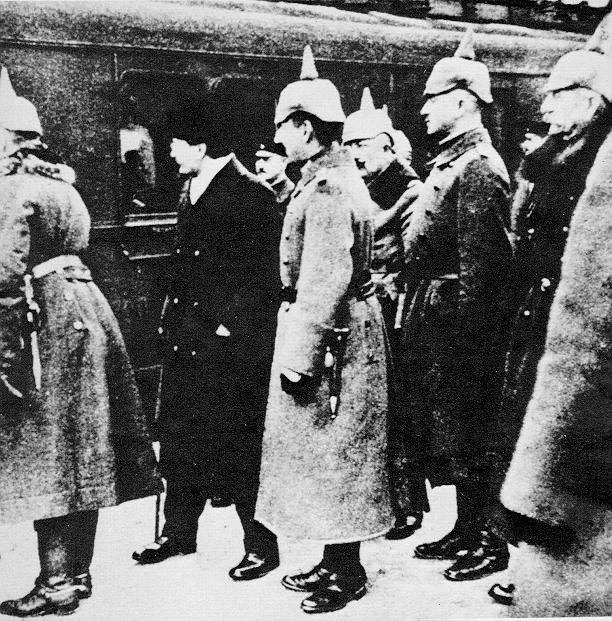
Przyjazd Lwa Trockiego na czele sowieckiej delegacji pokojowej – dworzec kolejowy w Brześciu

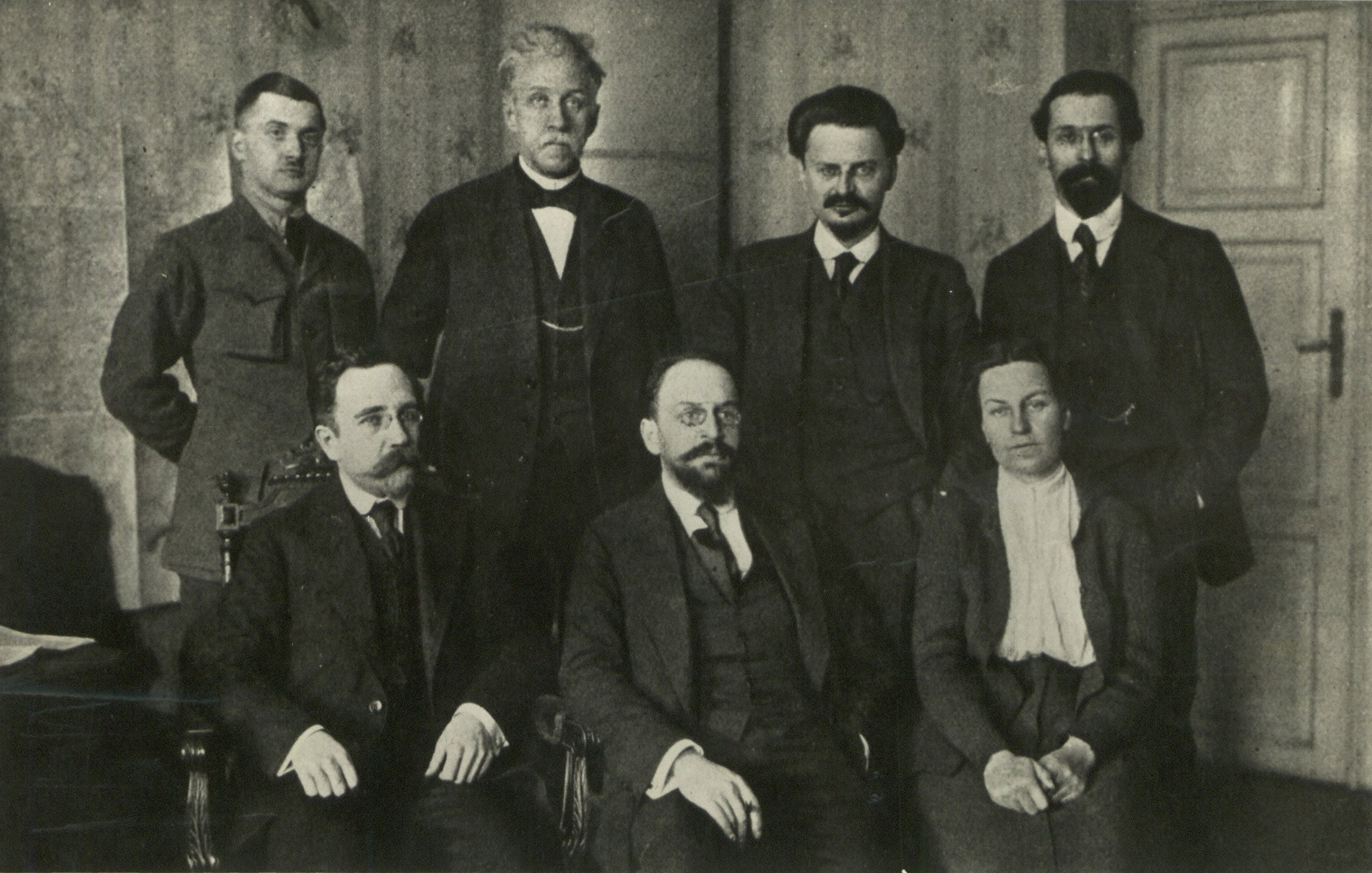
Delegacja Rosji Sowieckiej na rokowania pokojowe. Siedzą (od lewej) Lew Kamieniew, Adolf Joffe, Anastasija Bicenko. Stoją Lipski, Peteris Stuczka, Lew Trocki, Lew Karachan

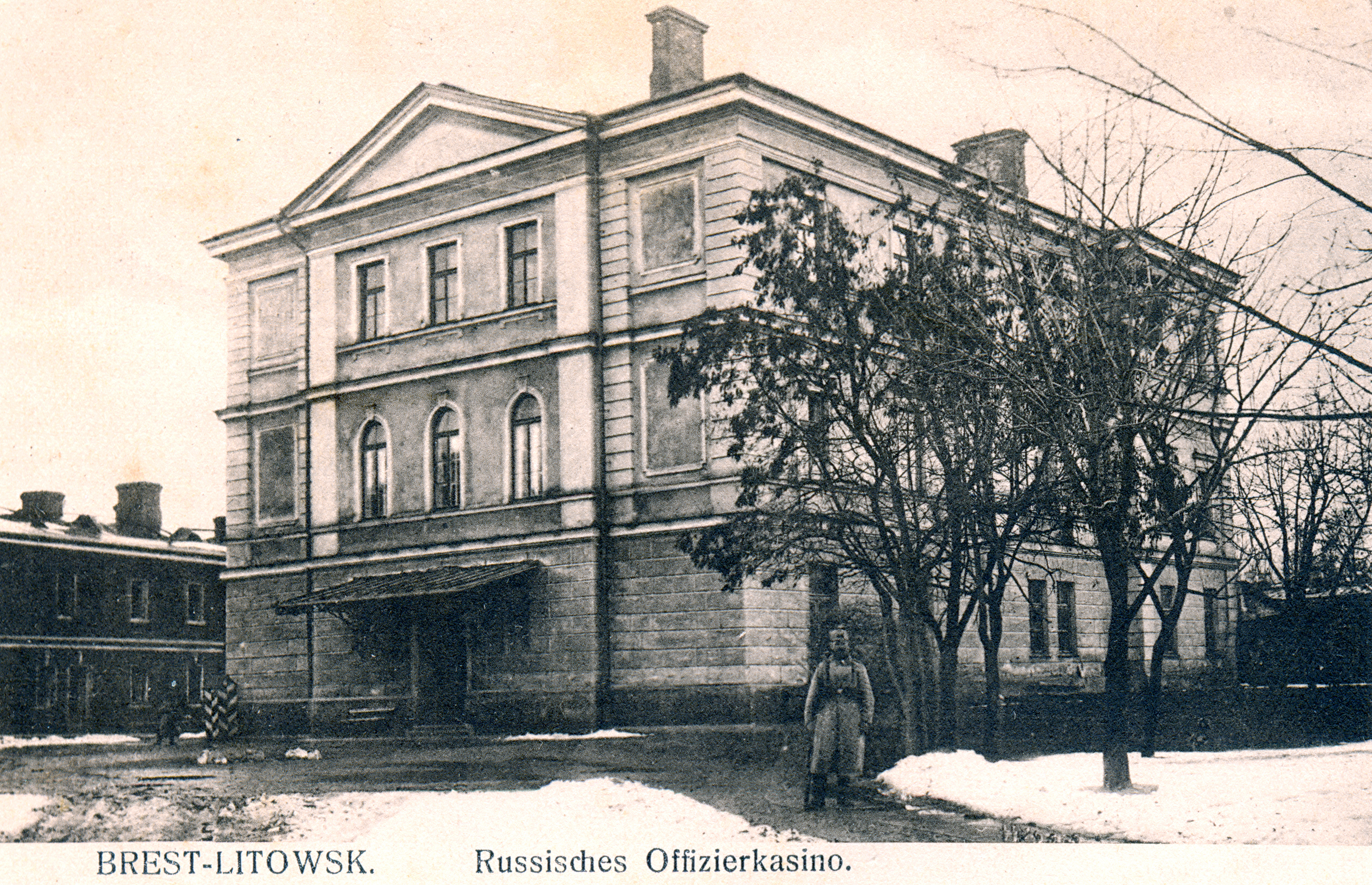
Biały Pałac Twierdzy Brześć, miejsce podpisania traktatu

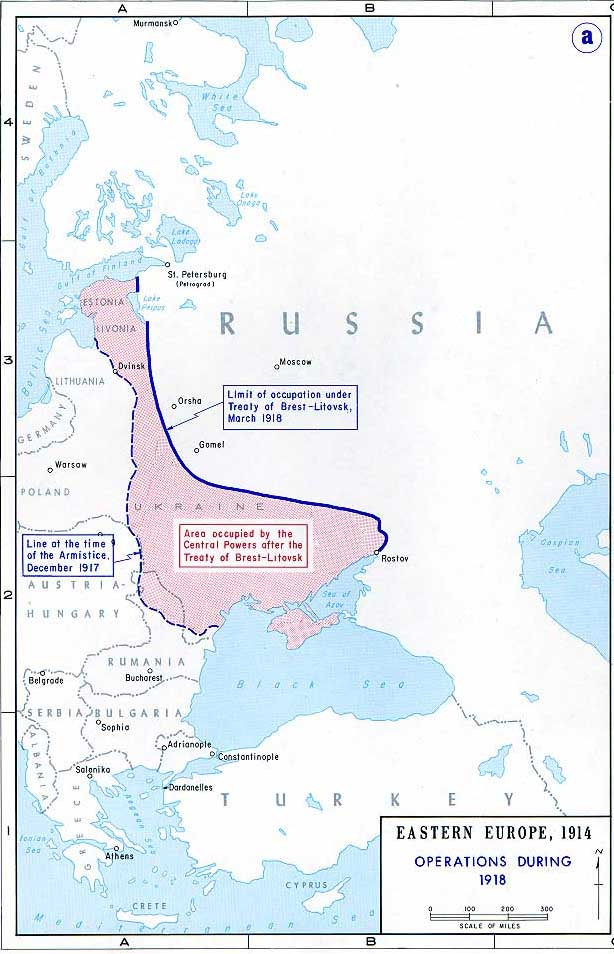
Linia frontu w grudniu 1917 i obszar okupowany przez państwa centralne po traktacie brzeskim

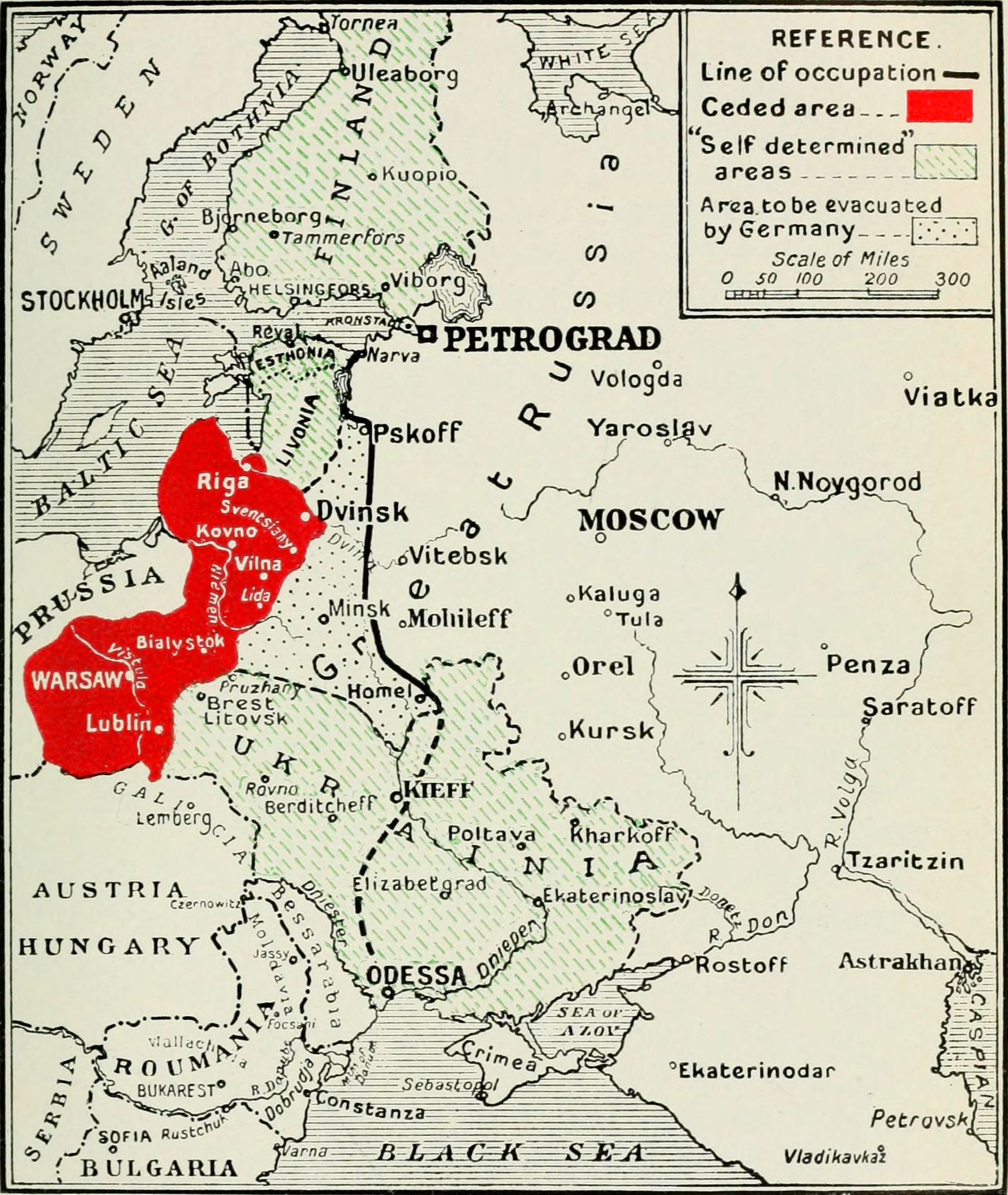
Granice wyznaczone w traktacie

Traktat brzeski – traktat pokojowy podpisany w Brześciu nad Bugiem 3 marca 1918 (w czasie I wojny światowej), między Cesarstwem Niemieckim, Austro-Węgrami oraz ich sojusznikami: Carstwem Bułgarii i Imperium Osmańskim (państwami centralnymi) a Rosją Sowiecką.

## Historia
Jednym ze sztandarowych postulatów bolszewików, przed zbrojnym przejęciem władzy w wyniku rewolucji październikowej, było podpisanie separatystycznego pokoju i wycofanie Rosji z I wojny światowej, wbrew zobowiązaniom wobec Ententy. Po objęciu władzy, przywódca bolszewików Włodzimierz Lenin zadecydował o wycofaniu Rosji z wojny światowej. Lenin uważał, że ustanowienie pokoju z państwami centralnymi, wobec pacyfistycznych nastrojów żołnierzy rosyjskich będzie narzędziem do trwałego przejęcia władzy w Rosji przez bolszewików. Inni bolszewicy – w szczególności Nikołaj Bucharin i lewicowi komuniści – uważali inaczej. Ich zdaniem pokój z państwami centralnymi jest zdradą ruchu rewolucyjnego, a Rosja powinna prowadzić rewolucyjną wojnę obronną, która poskutkuje wybuchem w Niemczech powstania proletariatu.
Lenin w ostrożny sposób nie zgodził się na jawne rozmowy pokojowe. Zamiast tego w tzw. „dekrecie o pokoju” zaproponował trzymiesięczny okres zawieszenia broni. Został on zatwierdzony 26 października?/8 listopada 1917 przez II Zjazd Rad i przedstawiony rządom Niemiec i Austro-Węgier. Niemcy odpowiedziały na ofertę pozytywnie, widząc w tym szansę na skupienie swojej uwagi na froncie zachodnim. 20 listopada ruszyły rozmowy pokojowe, które toczyły się w siedzibie niemieckiego dowództwa na froncie wschodnim w okupowanym Brześciu Litewskim. Delegacja rosyjska składała się z Lwa Trockiego i Adolfa Joffego. Obie strony zgodziły się na jedenaście dni zawieszenia broni, po jego upływie przedłużyły go aż do stycznia.
Negocjacje nie odbyły się bez sporów między Rosją Sowiecką a państwami centralnymi. Niemcy żądali, aby Rosja uznała ich wojenne zdobycze obejmujące Polskę, Litwę i Kurlandię. Bolszewicy upierali się, że aneksja tych terenów przez Niemców jest naruszeniem prawa narodów do samostanowienia i że pokój musi być osiągnięty bez aneksji terytorialnych. Wśród bolszewików wciąż panował rewolucyjny entuzjazm, stąd też celowo przedłużali rozmowy w sprawie pokoju tak, aby dać szansę na rozlanie się rewolucji proletariackiej na cały kontynent. 7 stycznia 1918 roku Trocki powrócił z Brześcia Litewskiego do Piotrogrodu, informując, że rządy centralne przedstawiły Rosji ultimatum – albo Rosja zaakceptuje żądania terytorialne Niemiec, albo wojna zostanie wznowiona. 8 stycznia Lenin wygłosił przemowę do Trzeciego Wszechrosyjskiego Zjazdu Rad. Wezwał w niej delegatów do przyjęcia propozycji Niemiec. Twierdził, że straty terytorialne są dopuszczalne, jeżeli zapewnią przetrwanie rządu rewolucyjnego. Większość bolszewików odrzuciła to stanowisko w nadziei na kontynuowanie przedłużenia rozejmu.
10 lutego Niemcy i państwa centralne wydały drugie ultimatum, Komitet Centralny bolszewików odrzucił je jednak pomimo żądań Lenina. 18 lutego armia niemiecka wznowiła antyrosyjską ofensywę, zbliżając się coraz bardziej do Piotrogrodu. 21 lutego Niemcy podeszli pod Rewel, z którego władze radzieckie musiały ewakuować flotę do Helsinek. Po niemieckiej ofensywie, Lenin ponownie wezwał KC swojej partii do zaakceptowania żądań państw centralnych. Tym razem wygrał głosowanie KC siedmioma do pięciu głosów. Lewicowi komuniści i Bucharin podtrzymali stanowisko antypokojowe. 23 lutego państwa centralne wydały nowe ultimatum, w którym zażądały od Rosji uznania kontroli niemieckiej nie tylko nad Polską, Finlandią, Estonią, Litwą, Łotwą, ale także by Rosja uznała niepodległość Ukrainy. W przypadku odmowy zagrozili inwazją na samą Rosję. 3 marca delegacja bolszewicka podpisała w Białym Pałacu Twierdzy Brześć traktat pokojowy znany jako traktat brzeski. Adolf Joffe odmówił podpisania traktatu, uchylił się od tego również Trocki i Zinowjew. Ostatecznie traktat podpisał po dłuższych perswazjach Grigorij Sokolnikow, w skład delegacji sowieckiej wchodzili również Gieorgij Cziczerin i Lew Karachan.
Obradujący w dniach 6–8 marca 1918 VII zjazd SDPRR(b)/RKP(b) w tajnej rezolucji upoważnił Komitet Centralny do zerwania w każdej chwili wszystkich traktatów zawartych z państwami imperialistycznymi i burżuazyjnymi, jak również do wypowiedzenia im wojny. Tajna rezolucja, choć związana bezpośrednio z traktatem brzeskim, nigdy nie została formalnie unieważniona i upoważniała KC partii komunistycznej do zrywania wedle uznania wszelkich porozumień międzynarodowych zawartych przez rząd sowiecki i wypowiadania wojny wszystkim krajom. W dniu 14 marca IV Nadzwyczajny Wszechrosyjski Zjazd Rad ratyfikował traktat.

## Zainteresowane podmioty, niebędące stronami traktatu
Udziałem w rokowaniach pokojowych zainteresowane były niektóre państwa sukcesyjne Rosji oraz podmioty mogące uzyskać taki status.
Delegacja proklamowanej 25 stycznia 1918 Ukraińskiej Republiki Ludowej, którą państwa centralne wcześniej uznały poprzez osobny, zawarty również w Brześciu traktat (który wytyczał zachodnią i północno-zachodnią granicę URL), uczestniczyła także w rokowaniach pokojowych z Rosją, niemniej jednak państwo to nie stało się ostatecznie stroną traktatu Państw Centralnych z Rosją, a preliminaryjny traktat pokojowy Ukrainy z Rosją bolszewicką zawarty został dopiero 12 czerwca 1918 roku, już przez Państwo Ukraińskie, które zastąpiło URL w wyniku zamachu stanu dokonanego z inspiracji państw centralnych.
Na rokowania pokojowe do Brześcia przybyli trzej przedstawiciele Rady Zjazdu Wszechbiałoruskiego: Szymon Rak-Michajłowski, Iwan Sierada i Alaksandr Cwikiewicz. Planowali oni wziąć udział w rokowaniach jako strona reprezentująca Białoruś. Rada Zjazdu postawiła przed nimi zadanie obrony niepodzielności terytorium Białorusi jako podmiotu demokratycznej rosyjskiej federacji. Przedstawiciele Rady Zjazdu nie uzyskali jednak zgody na wzięcie udziału jako strona rokowań w wyniku sprzeciwu Lwa Trockiego. Pełnili więc jedynie rolę obserwatorów ze strony Ukraińskiej Republiki Ludowej i nie zdołali doprowadzić do przyjęcia któregokolwiek ze swych postulatów.
Przeciwko udziałowi w rokowaniach delegacji Rady Regencyjnej Królestwa Polskiego były wszystkie strony negocjacji pokojowych i nie została ona dopuszczona do rozmów. Wraz z niekorzystnymi dla Polski postanowieniami traktatu pokojowego z Ukrainą było to przyczyną silnego kryzysu w stosunkach Polaków z Niemcami i Austro-Węgrami.
Udziału w rokowaniach odmówił Sejm Zakaukaski. Również Finlandia zawarła osobne traktaty z Niemcami.

## Postanowienia
- Traktat stanowił wycofanie się Rosji z wojny i zerwanie sojuszu z Ententą.
- Władze Rosji Sowieckiej zgodziły się ponadto na okupację przez armię niemiecką terenów na wschód od ustalonej traktatem linii granicznej.
- Oznaczało to utratę przez Rosję terenów:
  - Królestwa Polskiego
  - Litwy
  - Łotwy
  - Estonii
  - zachodniej Białorusi
  - Finlandii i Wysp Alandzkich
  - okręgów Karsu, Ardahanu i Batumi na Zakaukaziu[a].
- Rosja uznała niepodległość Polski, Ukrainy, Finlandii i państw bałtyckich[b][7].
- Rosja została zobowiązana do:
  - zdemobilizowania całej armii
  - zawarcia pokoju z Ukrainą.

- Zachodnia granica Rosji ustalona traktatem rozpoczynała się nad Zatoką Ryską w miejscowości Jespar. W miejscowości Ogre dochodziła do Dźwiny i podążała w górę jej biegu przez Dyneburg. W Drui kierowała się na południowy zachód przez Widze, Święciany (pozostałe po stronie zachodniej), Michaliszki, Słobódkę, Oszmianę i Zelwę do granicy proklamowanej Ukraińskiej Republiki Ludowej, która była odrębnym podmiotem traktatu[8].
- W punkcie trzecim tajnego protokołu do traktatu rząd sowiecki zobowiązał się, że rozbroi i nie dopuści do formowania nowych oddziałów polskich w Rosji[9]
- W podpisanym 27 sierpnia 1918 r. traktacie dodatkowym Rosja wyraziła zgodę na zapłacenie Niemcom reperacji wojennych w wysokości 6 mld marek (dzisiejsze 200 mld dol.), z których 10 i 30 września przekazali Niemcom 662,5 mln marek[5].

## Konsekwencje
Traktat miał ogromne znaczenie dla Niemiec, pozwalając przerzucić na zachód 44 dywizje niemieckie.
Traktatem brzeskim Rosja zakończyła swój udział w I wojnie światowej, co spowodowało wykluczenie delegacji rosyjskiej z obrad paryskiej konferencji pokojowej w 1919. Traktat spowodował ogromne straty terytorialne Rosji, stąd też był bardzo niepopularny wśród wszelakich orientacji politycznych w Rosji. Biuro Moskiewskie regionalnej partii bolszewickiej oficjalnie ogłosiło swój sprzeciw wobec traktatu. Lewicowi eserowcy i kilku bolszewików na znak protestu zrezygnowało z funkcji ministerialnych (w części wracając na nie później). Lewicowi eserowcy, chcąc doprowadzić do wznowienia wojny z Niemcami, podjęli się zamachu na niemieckiego ambasadora w kraju, Wilhelma von Mirbach-Harffa. Zamach stał się sygnałem dla nieudanej próby antybolszewickiego puczu 6 lipca 1918 roku.
Po tym jak traktat został podpisany, rząd sowiecki koncentrował swoją uwagę na próbie wzniecenia rewolucji proletariackiej w Niemczech. Wydano szereg antywojennych i antyrządowych publikacji, które były rozsyłane pośród wojsk niemieckich. Rozgniewany rząd Niemiec wyrzucił w odwecie przedstawicieli rządu Rosji ze swojego terytorium. Wkrótce po akcji propagandowej niemiecki cesarz Wilhelm II abdykował, a nowy rząd 11 listopada 1918 roku podpisał w Compiègne rozejm z Ententą. Rozejm w Compiegne w art. XV i traktat wersalski w art. 116, 259 i 292 uznawały pokój brzeski wraz ze wszystkimi dodatkami za niebyły, nakazując Rzeszy rezygnację ze wszystkich korzyści z niego uzyskanych. Równocześnie Rzesza zobowiązana została szanować niepodległość wszystkich terytoriów, które stanowiły część byłego Cesarstwa rosyjskiego w dniu 1 sierpnia 1914 roku jako trwałą i niezbywalną (art. 116) oraz przyjąć obowiązek uznania w całej pełni wszelkich traktatów lub układów, które by Mocarstwa sprzymierzone i stowarzyszone zawarły z Państwami czy to już utworzonymi, czy powstać mającymi na całym lub na części terytorium dawniejszego Cesarstwa rosyjskiego, w jego granicach z 1 sierpnia 1914, oraz obowiązek uznania granic tychże państw, jakie zostaną ustalone (art. 117).
Po rozejmie w Compiègne rząd bolszewicki uznał postanowienia traktatu za nieistniejące.
Układ w Rapallo z 1922 oznaczał wzajemną rezygnację z reparacji wojennych między Republiką Weimarską i RFSRR.